# Commission Juncker
La commission Juncker est la commission européenne qui prend ses fonctions le 1er novembre 2014. Elle est présidée par le Luxembourgeois Jean-Claude Juncker, membre du Parti populaire européen (PPE), assisté par son premier vice-président, le Néerlandais Frans Timmermans, membre du Parti socialiste européen (PSE). Elle remet ses fonctions le 30 novembre 2019.

## Formation

### Choix du président
En tant que tête de liste du PPE, Jean-Claude Juncker intervient dans des débats au cours de l'élection européenne. Le débat présidentiel du 15 mai 2014 est retransmis dans tous les pays de l'Union européenne en direct. Le conservateur luxembourgeois Jean-Claude Juncker fait face au social-démocrate allemand Martin Schulz, au libéral belge Guy Verhofstadt, à l'écologiste allemande Ska Keller et au représentant de la gauche radicale, le Grec Aléxis Tsípras. Ce débat leur permet de se faire connaître du grand public, à l'échelle européenne.
Lors du débat du 15 mai, Jean-Claude Juncker insiste sur le besoin redresser les comptes publics et se déclare favorable à un salaire minimum européen. Dans un contexte d'austérité il refuse le terme d'austérité et dénonce l'excès de dette tout en affirmant son engagement passé pour la Grèce.

### Président

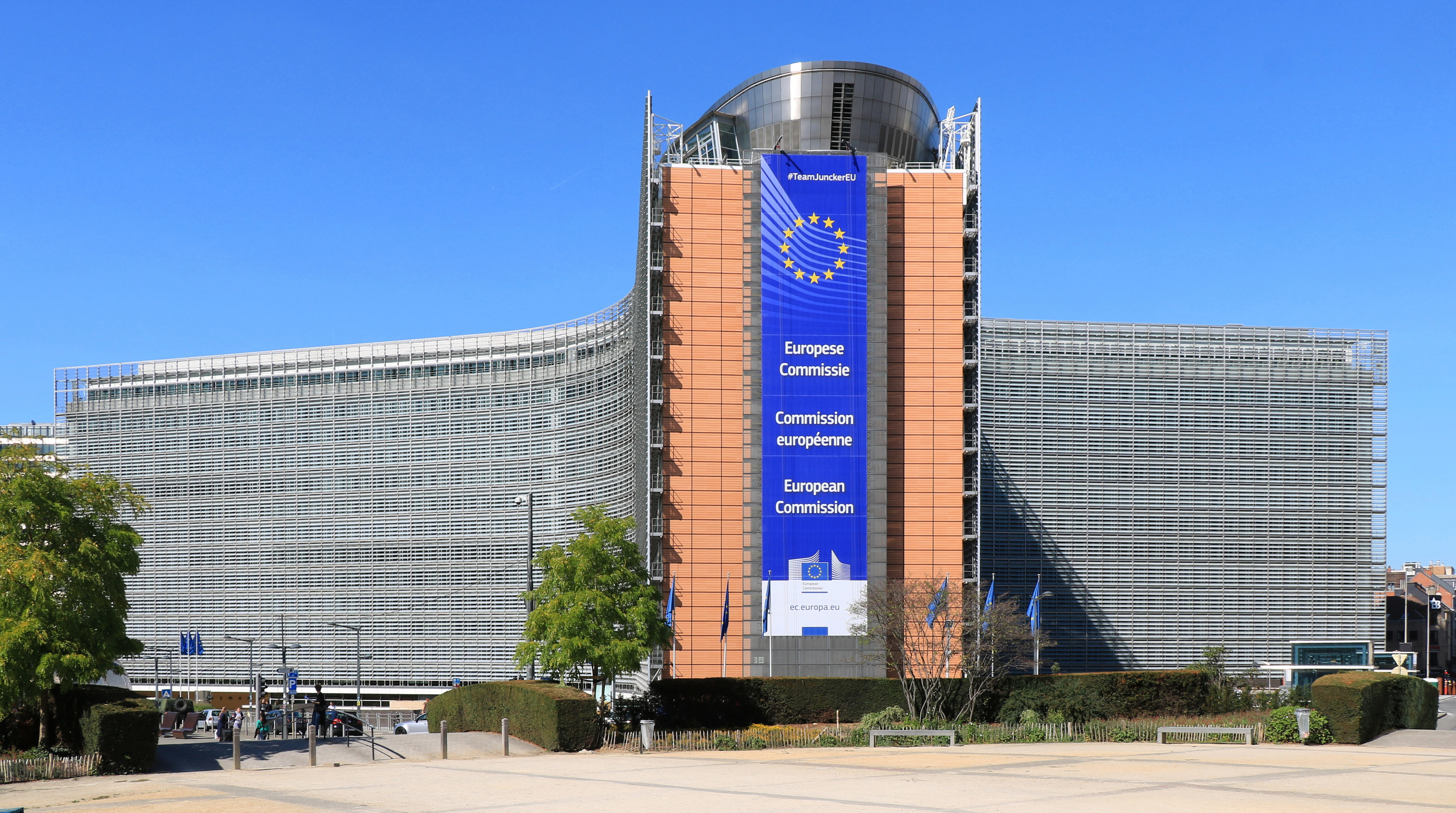
Siège de la Commission européenne à Bruxelles (bâtiment Berlaymont).

Le 27 juin 2014, les dirigeants européens choisissent l'ancien Premier ministre luxembourgeois Jean-Claude Juncker pour être le nouveau président de la Commission européenne. Jean-Claude Juncker a reçu le soutien de la plupart des dirigeants, seuls le Premier ministre britannique David Cameron et son homologue hongrois Viktor Orbán sont opposés à la nomination de ce dernier.
Le 15 juillet, le choix de Jean-Claude Juncker est ratifié par le Parlement européen avec 422 voix pour, contre 250, 47 abstentions et 10 bulletins nuls. L'ancien Premier ministre luxembourgeois devait obtenir une majorité qualifiée de la moitié des députés européens, soit au moins 376 sur 751.

### Commissaires européens
Le 8 juillet suivant, Jean-Claude Juncker affirme que le prochain commissaire européen chargé de l'Économie serait très probablement un social-démocrate ou un socialiste.
Un nouveau sommet des dirigeants européens a lieu le 16 juillet 2014 pour désigner à l'unanimité le nouveau chef de la diplomatie européenne et le nouveau vice-président de la Commission européenne. Les dirigeants doivent également choisir un successeur au belge Herman Van Rompuy pour présider le Conseil européen. Lors du sommet consacré à la question, n'arrivant pas à se mettre d'accord, les dirigeants des 28 pays-membres décident de se retrouver le 30 août suivant pour un nouveau sommet avec, cette fois-ci, l'obligation de s'entendre.
La composition de la commission est annoncée par Jean-Claude Juncker le 10 septembre 2014. Le Parlement européen auditionne ensuite chaque candidat puis vote sur l'ensemble de la composition (voir les nominations). 
Le 8 octobre 2014, le Parlement européen refuse la candidature d'Alenka Bratušek, proposée à la vice présidence, chargée de l'Énergie, à la suite d'une audition jugée décevante. Le portefeuille de l'Énergie est finalement attribué au Slovaque Maroš Šefčovič ; la nouvelle candidate slovène, Violeta Bulc, récupérant les Transports. 
Le candidat français, Pierre Moscovici, suscitait des doutes, les eurodéputés allemands lui reprochant, pour un candidat au poste des Finances, de n'avoir pas réussi à appliquer ces mesures dans son pays quand il y était ministre. De la même façon, le candidat espagnol, Miguel Arias Cañete, proposé pour le poste à l'action pour le climat, était aussi critiqué par un collectif de députés européens qui lui reprochaient ses liens avec l'industrie pétrolière. De fait, les sorts du socialiste Moscovici et du conservateur Cañete se sont trouvés liés. Les députés des deux bords ayant décidé de n'accorder leur soutien au candidat de l'autre camp qu'à condition que le leur soit accepté. 
Le Hongrois Tibor Navracsics, qui avait été ministre de Viktor Orbán au moment du passage de lois controversées concernant la justice et les médias, ne garde finalement pas le portefeuille de la citoyenneté, finalement confiée au Grec Dimítris Avramópoulos.
La commission est finalement investie le 22 octobre 2014, par 423 voix pour sur 699 votants.

## Collège des commissaires

### Composition finale
- Au 30 novembre 2019

| Portefeuille ou titre | État membre        | Commissaire           | Parti politique     | Parti politique  | Précédente fonction |
| --- | ------------------ | --------------------- | ------------------- | ---------------- | --- |
| Président | Luxembourg         | Jean-Claude Juncker   |                     | Européen : PPE   | Premier ministre entre le 20 janvier 1995 et le 4 décembre 2013                                                                                                |
| Président | Luxembourg         | Jean-Claude Juncker   | National : CSV      |                  | Premier ministre entre le 20 janvier 1995 et le 4 décembre 2013                                                                                                |
| Vice-président, chargé de l'Amélioration de la réglementation, des Relations interinstitutionnelles, de l'État de droit et de la Charte des droits fondamentaux | Pays-Bas           | Frans Timmermans      |                     | Européen : PSE   | Ministre des Affaires étrangères depuis le 5 novembre 2012 |
| Vice-président, chargé de l'Amélioration de la réglementation, des Relations interinstitutionnelles, de l'État de droit et de la Charte des droits fondamentaux | Pays-Bas           | Frans Timmermans      | National : PvdA     |                  | Ministre des Affaires étrangères depuis le 5 novembre 2012 |
| Vice-présidente Haute représentante pour les Affaires étrangères et la Politique de sécurité                                                                    | Italie             | Federica Mogherini    |                     | Européen : PSE   | Ministre des Affaires étrangères depuis le 22 février 2014 |
| Vice-présidente Haute représentante pour les Affaires étrangères et la Politique de sécurité                                                                    | Italie             | Federica Mogherini    | National : PD       |                  | Ministre des Affaires étrangères depuis le 22 février 2014 |
| Vice-président, chargé de l'Union énergétique et du Marché numérique unique                                                                                     | Slovaquie          | Maroš Šefčovič        |                     | Européen : PSE   | Commissaire aux Relations interinstitutionnelles et à l'Administration depuis le 10 février 2010                                                               |
| Vice-président, chargé de l'Union énergétique et du Marché numérique unique                                                                                     | Slovaquie          | Maroš Šefčovič        | National : SMER-SD  |                  | Commissaire aux Relations interinstitutionnelles et à l'Administration depuis le 10 février 2010                                                               |
| Vice-président, chargé de l'Euro, du Dialogue social, de la Stabilité financière, des Services financiers et de l'Union des marchés de capitaux                 | Lettonie           | Valdis Dombrovskis    |                     | Européen : PPE   | Premier ministre entre le 12 mars 2009 et le 22 janvier 2014                                                                                                   |
| Vice-président, chargé de l'Euro, du Dialogue social, de la Stabilité financière, des Services financiers et de l'Union des marchés de capitaux                 | Lettonie           | Valdis Dombrovskis    | National : V        |                  | Premier ministre entre le 12 mars 2009 et le 22 janvier 2014                                                                                                   |
| Vice-président, chargé des Emplois, de la Croissance, des Investissements et de la Compétitivité                                                                | Finlande           | Jyrki Katainen        |                     | Européen : PPE   | Commissaire aux Affaires économiques et monétaires depuis le 16 juillet 2014                                                                                   |
| Vice-président, chargé des Emplois, de la Croissance, des Investissements et de la Compétitivité                                                                | Finlande           | Jyrki Katainen        | National : Kok      |                  | Commissaire aux Affaires économiques et monétaires depuis le 16 juillet 2014                                                                                   |
| Budget et Ressources humaines | Allemagne          | Günther Oettinger     |                     | Européen : PPE   | Commissaire à l'Énergie depuis le 10 février 2010 |
| Budget et Ressources humaines | Allemagne          | Günther Oettinger     | National : CDU      |                  | Commissaire à l'Énergie depuis le 10 février 2010 |
| Politique européenne de voisinage et Négociations d'élargissement                                                                                               | Autriche           | Johannes Hahn         |                     | Européen : PPE   | Commissaire à la Politique régionale depuis le 10 février 2010                                                                                                 |
| Politique européenne de voisinage et Négociations d'élargissement                                                                                               | Autriche           | Johannes Hahn         | National : ÖVP      |                  | Commissaire à la Politique régionale depuis le 10 février 2010                                                                                                 |
| Commerce | Suède              | Cecilia Malmström     |                     | Européen : ALDE  | Commissaire aux Affaires intérieures depuis le 10 février 2010                                                                                                 |
| Commerce | Suède              | Cecilia Malmström     | National : L        |                  | Commissaire aux Affaires intérieures depuis le 10 février 2010                                                                                                 |
| Coopération internationale et Développement | Croatie            | Neven Mimica          |                     | Européen : PSE   | Commissaire à la Politique des consommateurs depuis le 1er juillet 2013                                                                                        |
| Coopération internationale et Développement | Croatie            | Neven Mimica          | National : SDP      |                  | Commissaire à la Politique des consommateurs depuis le 1er juillet 2013                                                                                        |
| Action pour le climat et Énergie | Espagne            | Miguel Arias Cañete   |                     | Européen : PPE   | Ministre de l'Agriculture et de l'Environnement entre le 22 décembre 2011 et le 28 avril 2014                                                                  |
| Action pour le climat et Énergie | Espagne            | Miguel Arias Cañete   | National : PP       |                  | Ministre de l'Agriculture et de l'Environnement entre le 22 décembre 2011 et le 28 avril 2014                                                                  |
| Environnement, Affaires maritimes et Pêche | Malte              | Karmenu Vella         |                     | Européen : PSE   | Ministre du Tourisme entre le 13 mars 2013 et le 29 mars 2014                                                                                                  |
| Environnement, Affaires maritimes et Pêche | Malte              | Karmenu Vella         | National : PL       |                  | Ministre du Tourisme entre le 13 mars 2013 et le 29 mars 2014                                                                                                  |
| Santé et Sécurité alimentaire | Lituanie           | Vytenis Andriukaitis  |                     | Européen : PSE   | Ministre de la Santé depuis le 12 décembre 2012 |
| Santé et Sécurité alimentaire | Lituanie           | Vytenis Andriukaitis  | National : LSDP     |                  | Ministre de la Santé depuis le 12 décembre 2012 |
| Migration, Affaires intérieures et Citoyenneté | Grèce              | Dimítris Avramópoulos |                     | Européen : PPE   | Ministre de la Défense nationale depuis le 25 juin 2013 |
| Migration, Affaires intérieures et Citoyenneté | Grèce              | Dimítris Avramópoulos | National : ND       |                  | Ministre de la Défense nationale depuis le 25 juin 2013 |
| Emploi, Affaires sociales, Compétences et Mobilité des travailleurs                                                                                             | Belgique           | Marianne Thyssen      |                     | Européen : PPE   | Députée européenne depuis le 17 décembre 1991 |
| Emploi, Affaires sociales, Compétences et Mobilité des travailleurs                                                                                             | Belgique           | Marianne Thyssen      | National : CD&V     |                  | Députée européenne depuis le 17 décembre 1991 |
| Affaires économiques et financières, Fiscalité et Union douanière                                                                                               | France             | Pierre Moscovici      |                     | Européen : PSE   | Ministre de l'Économie et des Finances entre le 16 mai 2012 et le 31 mars 2014                                                                                 |
| Affaires économiques et financières, Fiscalité et Union douanière                                                                                               | France             | Pierre Moscovici      | National : PS       |                  | Ministre de l'Économie et des Finances entre le 16 mai 2012 et le 31 mars 2014                                                                                 |
| Aide humanitaire et Réaction aux crises | Chypre             | Chrístos Stylianídis  |                     | Européen : PPE   | Député européen depuis le 1er juillet 2014 |
| Aide humanitaire et Réaction aux crises | Chypre             | Chrístos Stylianídis  | National : DISY     |                  | Député européen depuis le 1er juillet 2014 |
| Agriculture et Développement rural | Irlande            | Phil Hogan            |                     | Européen : PPE   | Ministre de l'Environnement, des Communautés et des Collectivités locales depuis le 9 mars 2011                                                                |
| Agriculture et Développement rural | Irlande            | Phil Hogan            | National : FG       |                  | Ministre de l'Environnement, des Communautés et des Collectivités locales depuis le 9 mars 2011                                                                |
| Sécurité de l'Union | Royaume-Uni        | Julian King           |                     | Européen : aucun | Ambassadeur en France depuis le 1er février 2016 |
| Sécurité de l'Union | Royaume-Uni        | Julian King           | National : aucun    |                  | Ambassadeur en France depuis le 1er février 2016 |
| Transports | Slovénie           | Violeta Bulc          |                     | Européen : ALDE  | Vice-présidente du gouvernement et ministre sans portefeuille déléguée au Développement, aux Projets stratégiques et à la Cohésion depuis le 18 septembre 2014 |
| Transports | Slovénie           | Violeta Bulc          | National : SMC      |                  | Vice-présidente du gouvernement et ministre sans portefeuille déléguée au Développement, aux Projets stratégiques et à la Cohésion depuis le 18 septembre 2014 |
| Marché intérieur, Industrie, Entrepreneuriat et PME | Pologne            | Elżbieta Bieńkowska   |                     | Européen : PPE   | Vice-présidente du Conseil des ministres et ministre du Développement et des Infrastructures depuis le 27 novembre 2013                                        |
| Marché intérieur, Industrie, Entrepreneuriat et PME | Pologne            | Elżbieta Bieńkowska   | National : PO       |                  | Vice-présidente du Conseil des ministres et ministre du Développement et des Infrastructures depuis le 27 novembre 2013                                        |
| Justice, Consommateurs et Égalité des genres | République tchèque | Věra Jourová          |                     | Européen : ALDE  | Ministre du Développement régional depuis le 29 janvier 2014                                                                                                   |
| Justice, Consommateurs et Égalité des genres | République tchèque | Věra Jourová          | National : ANO 2011 |                  | Ministre du Développement régional depuis le 29 janvier 2014                                                                                                   |
| Éducation, Culture, Jeunesse et Sports | Hongrie            | Tibor Navracsics      |                     | Européen : PPE   | Ministre des Affaires étrangères et du Commerce depuis le 6 juin 2014                                                                                          |
| Éducation, Culture, Jeunesse et Sports | Hongrie            | Tibor Navracsics      | National : Fidesz   |                  | Ministre des Affaires étrangères et du Commerce depuis le 6 juin 2014                                                                                          |
| Concurrence | Danemark           | Margrethe Vestager    |                     | Européen : ALDE  | Ministre de l'Économie et de l'Intérieur depuis le 3 octobre 2011                                                                                              |
| Concurrence | Danemark           | Margrethe Vestager    | National : RV       |                  | Ministre de l'Économie et de l'Intérieur depuis le 3 octobre 2011                                                                                              |
| Recherche, Science et Innovation | Portugal           | Carlos Moedas         |                     | Européen : PPE   | Secrétaire d'État adjoint du Premier ministre depuis le 21 juin 2011                                                                                           |
| Recherche, Science et Innovation | Portugal           | Carlos Moedas         | National : PPD/PSD  |                  | Secrétaire d'État adjoint du Premier ministre depuis le 21 juin 2011                                                                                           |
| Économie et Société numériques | Bulgarie           | Mariya Gabriel        |                     | Européen : PPE   | Députée européenne depuis le 14 juillet 2019 |
| Économie et Société numériques | Bulgarie           | Mariya Gabriel        | National : GERB     |                  | Députée européenne depuis le 14 juillet 2019 |

### Affiliation politique
| Affiliation politique européenne | Affiliation politique européenne                      | Nombre de commissaires |
| -------------------------------- | ----------------------------------------------------- | ---------------------- |
|                                  | Parti populaire européen                              | 14 commissaires        |
|                                  | Parti socialiste européen                             | 8 commissaires         |
|                                  | Alliance des libéraux et des démocrates pour l'Europe | 5 commissaires         |
|                                  | Sans étiquette                                        | 1 commissaires         |

### Anciens membres
| Portefeuilles ou titre                                                    | État membre | Commissaire          | Parti politique         | Parti politique | Fin de mandat    | Raisons                                                                   |
| ------------------------------------------------------------------------- | ----------- | -------------------- | ----------------------- | --------------- | ---------------- | ------------------------------------------------------------------------- |
| Stabilité financière, Services financiers et Union du marché des capitaux | Royaume-Uni | Jonathan Hill        |                         | Européen : ACRE | 15 juillet 2016  | Désaccord sur la décision du retrait du Royaume-Uni de l'Union européenne |
| Stabilité financière, Services financiers et Union du marché des capitaux | Royaume-Uni | Jonathan Hill        | National : Conservateur |                 | 15 juillet 2016  | Désaccord sur la décision du retrait du Royaume-Uni de l'Union européenne |
| Vice-présidente, chargée du Budget et des Ressources humaines             | Bulgarie    | Kristalina Georgieva |                         | Européen : PPE  | 31 décembre 2016 | Nomination comme directrice générale de la Banque mondiale                |
| Vice-présidente, chargée du Budget et des Ressources humaines             | Bulgarie    | Kristalina Georgieva | National : GERB         |                 | 31 décembre 2016 | Nomination comme directrice générale de la Banque mondiale                |
| Vice-président, chargé du Marché unique numérique                         | Estonie     | Andrus Ansip         |                         | Européen : ALDE | 1er juillet 2019 | Élu député européen                                                       |
| Vice-président, chargé du Marché unique numérique                         | Estonie     | Andrus Ansip         | National : REF          |                 | 1er juillet 2019 | Élu député européen                                                       |
| Politique régionale                                                       | Roumanie    | Corina Crețu         |                         | Européen : PDE  | 1er juillet 2019 | Élu députée européenne                                                    |
| Politique régionale                                                       | Roumanie    | Corina Crețu         | National : PRO          |                 | 1er juillet 2019 | Élu députée européenne                                                    |

## Organisation par projet
La Commission est composée du collège des commissaires qui compte 28 membres et travaille autour de sept grands projets directeurs autour desquels sont structurés les politiques menées par l'Union européenne et ses partenaires intérieurs et extérieurs (États membres, États candidats, partenaires nationaux et internationaux, ONG, etc.) :
- Emploi, croissance, investissement et compétitivité
- Marché unique numérique
- Union de l'énergie
- Euro et dialogue social
- Amélioration de la réglementation et affaires interinstitutionnelles
- Budget et ressources humaines
- L'Europe dans le monde